# Jeding
Jeding is een bestuurslaag in het regentschap Blitar van de provincie Oost-Java, Indonesië. Jeding telt 1540 inwoners (volkstelling 2010).